# Nehawka
Nehawka és una població dels Estats Units a l'estat de Nebraska. Segons el cens del 2000 tenia 232 habitants.

## Demografia
Segons el cens del 2000, Nehawka tenia 232 habitants, 92 habitatges, i 63 famílies. La densitat de població era de 389,5 habitants per km².
Dels 92 habitatges en un 32,6% hi vivien nens de menys de 18 anys, en un 57,6% hi vivien parelles casades, en un 8,7% dones solteres, i en un 31,5% no eren unitats familiars. En el 25% dels habitatges hi vivien persones soles el 14,1% de les quals corresponia a persones de 65 anys o més que vivien soles. El nombre mitjà de persones vivint en cada habitatge era de 2,52 i el nombre mitjà de persones que vivien en cada família era de 3,08.
Per edats la població es repartia de la següent manera: un 29,3% tenia menys de 18 anys, un 4,7% entre 18 i 24, un 26,3% entre 25 i 44, un 25,4% de 45 a 60 i un 14,2% 65 anys o més.
L'edat mediana era de 37 anys. Per cada 100 dones de 18 o més anys hi havia 84,3 homes.
La renda mediana per habitatge era de 40.875 $ i la renda mediana per família de 52.500 $. Els homes tenien una renda mediana de 35.000 $ mentre que les dones 21.750 $. La renda per capita de la població era de 17.143 $. Aproximadament el 3,2% de les famílies i el 5,3% de la població estaven per davall del llindar de pobresa.

## Poblacions més properes
El següent diagrama mostra les poblacions més properes.